# 鄯善北站
鄯善北站（维吾尔语：پىچان شىمالىي بېكىتى，拉丁维文：Pichan shimaliy bëkiti），位于中华人民共和国新疆维吾尔自治区吐鲁番市鄯善县，是兰新客运专线上的高铁站，于2014年12月26日开通启用，由中国铁路乌鲁木齐局集团乌鲁木齐车务段管辖。

## 歷史
- 2014年12月26日开通启用。

## 車站周邊
- 京新高速公路
- 鄯善龙图宾馆
- 鄯善金沙银海酒店
- 鄯善今典酒店
- 中国农业银行新城东路分理处
- 中国建设银行鄯善支行
- 鄯善镇青年农场寺
- 鄯善西游酒店
- 鄯善瀚海明珠酒店
- 鄯善怡和阳光酒店

## 外部連結
- 中国铁路客户服务中心（页面存档备份，存于）